# اته (مجارستان)
اته (به مجاری: Ete) روستایی در مجارستان است که در ناحیه کیشبر واقع شده‌است. اته ۲۰٫۶۲ کیلومتر مربع مساحت و ۵۹۸ نفر جمعیت دارد.